# 보르게세 미술관

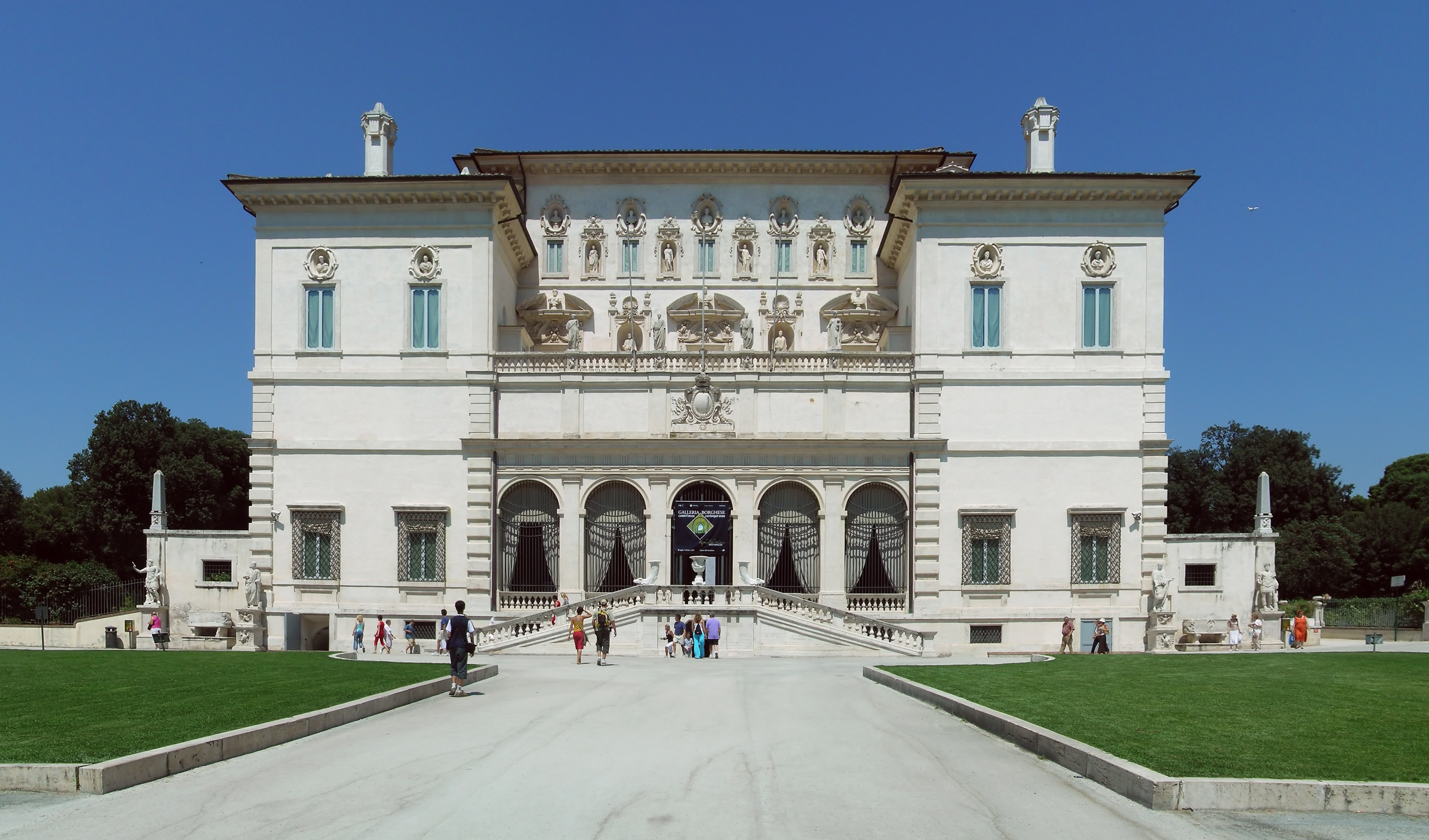
보르게세 미술관

보르게세 미술관(이탈리아어: Galleria Borghese)은 이탈리아 로마의 보르게세 공원에 있는 미술관이다. 이탈리아에서 바티칸 박물관 다음으로 소장품이 많다. 시피오네 보르게세의 미술 컬렉션이 전시되어 있다.